# Campionato bielorusso di pallavolo femminile
Il campionato bielorusso di pallavolo femminile è un insieme di tornei pallavolistici per squadre di club bielorusse, istituiti dalla Federazione pallavolistica della Bielorussia.

## Struttura
- Campionati nazionali professionistici:

Divizion A: a girone unico, partecipano quattordici squadre.
- Campionati nazionali non professionistici:

Divizion B: a girone unico, partecipano dieci squadre.